# Dasylirion acrotrichum
Dasylirion acrotrichum  ist eine Pflanzenart der Gattung Dasylirion in der Familie der Spargelgewächse (Asparagaceae). Ein englischer Trivialname ist „Sotol, Green Desert Spoon“.

## Beschreibung
Dasylirion acrotrichum  bildet einen Stamm von 50 bis 150 cm Höhe, der manchmal verzweigt ist. Die steifen, variablen, leicht angerauten, warzigen, grünen, dichten Laubblätter sind 30 bis 50 cm lang und 9 bis 13 mm breit. Die unregelmäßig angeordneten Randdornen sind nach oben gerichtet. Die buschigen/faserigen, weißen bis grauen Spitzen sind unregelmäßig ausgebreitet.
Der rispige, holzige, schmale Blütenstand wird 2 bis 4 m hoch. Die zahlreichen Blüten sind cremefarben. Die Blühperiode reicht von Juni bis Juli.
Die eiförmigen Kapselfrüchte beinhalten 1 Samen und sind 6 bis 7 mm lang und 4 bis 5 mm breit. Die dreikantigen bis länglichen Samen sind 3,5 mm lang und 2 bis 2,5 mm breit.

## Verbreitung und Systematik
Dasylirion acrotrichum  ist in Mexiko in den Bundesstaaten Hidalgo, Puebla, Queretaro, Guanajuato und Mexiko in Höhen von 2400 bis 3000 m weit verbreitet. Es wächst in Wüstengebieten an steinigen Hängen, vergesellschaftet mit Yucca decipiens, Agave-Arten und verschiedenen Opuntia-Arten.
Eine erste Erwähnung als Yucca acrotricha erfolgte 1829 durch Christian Julius Wilhelm Schiede. Eine ausführliche Beschreibung erfolgte kurz darauf durch Julius Hermann Schultes. Joseph Gerhard Zuccarini stellte die Art 1840 in die Gattung Dasylirion. Eines der zahlreichen Synonyme ist Dasylirion gracile (Brongn.) Zucc.
Das seltene Dasylirion acrotrichum ist ein Mitglied der Sektion Dasylirion. Charakteristisch sind die robusten, kurzen, kräftigen, manchmal verzweigten Stämme. Typisch sind die variablen, steifen, leicht angerauten, warzigen, grünen, dichten Blätter mit den faserigen/buschigen Endspitzen. Gleichwohl sind gegenüber dem nahe verwandten Dasylirion parryanum Unterschiede in der Blattstruktur erkennbar. Im Botanischen Garten Hanbury, in La Mortola, Italien, können imposante Exemplare besichtigt werden.
Dasylirion acrotrichum kann kurze Frostperioden bis minus 5 °C überstehen.

## Nachweise